# Exklave

C ist eine Exklave von B und eine Enklave umschlossen von A.

Eine Exklave (von französisch exclavé ‚ausgeschlossen‘ aus lateinisch ex ‚aus‘ und clavis ‚der Schlüssel‘) ist ein Teil – auch Teile – eines politischen Gebietes (Mutterland), das vom Rest des Gebietes durch Grenzen räumlich abgetrennt ist und ausschließlich über fremdes Gebiet zu erreichen ist.
Beispiele für Exklaven von Staaten sind Büsingen am Hochrhein (Exklave Deutschlands umgeben von der Schweiz), Mützenich, Ruitzhof, Rückschlag und zwei weitere nahe gelegene Bereiche, abgetrennt von Deutschland durch die belgische Vennbahn (Exklaven Deutschlands umgeben von Belgien), Llívia (Exklave Spaniens in den französischen Pyrenäen) und die Autonome Republik Nachitschewan (Exklave Aserbaidschans). Bremerhaven ist eine Exklave des Bundeslands Bremen. Bis nach dem Zweiten Weltkrieg war das süddeutsche Hohenzollern eine der über sechzig Exklaven Preußens.
West-Berlin war zwischen 1945 und 1990 zwar eine Art von Exklave des westlichen Deutschlands, gehörte jedoch politisch nicht zur Bundesrepublik Deutschland und war demzufolge nicht deren Exklave, stellte jedoch eine Enklave in der DDR dar. Auch Alaska (zu den Vereinigten Staaten), Ceuta (zu Spanien) und Kaliningrad (zu Russland) sind keine Exklaven in diesem Sinne, da sie über die jeweils US-amerikanischen, spanischen bzw. russischen Hoheitsgewässer sowie internationale Gewässer erreichbar sind. Der österreichische  Bezirk Wiener Neustadt-Land ist zwar zweigeteilt, der Begriff Exklave wird aber nicht angewandt, da der Verwaltungssitz außerhalb des Bezirks liegt und somit kein eindeutiges Muttergebiet besteht.
In übertragener Bedeutung spricht man auch bei anderen geografischen Fragestellungen von Exklaven, zum Beispiel bei den Verbreitungsgebieten von Tier- und Pflanzenarten oder bei der Verbreitung von Sprachen (Sprachinsel) und Kulturen.

## Herkunft der Bezeichnung
Der Ausdruck „Exklave“ entstand im frühen 20. Jahrhundert analog zu Enklave. Das war seinerseits im 19. Jahrhundert aus dem französischen Substantiv l’enclave (aus enclaver, „mit einem Schlüssel einschließen“) gebildet worden. Das Wort Exklave bedeutet also „ausgeschlossenes (eigenes) Gebiet“, Enklave dementsprechend „eingeschlossenes (fremdes) Gebiet“.

## Definitionen

### Exklaven im engeren Sinn
Eine staatsrechtliche Definition für Exklaven bezieht den Seeweg mit ein. Danach gilt ein Gebiet nicht als Exklave, wenn es über eigene oder internationale Gewässer erreicht werden kann. Nach dieser Definition sind weder Alaska noch Ceuta und Melilla als Exklaven anzusehen, da sie über internationale Gewässer vom Hauptterritorium aus frei erreichbar sind. Damit konsistent ist die Annahme, dass Inseln keine Exklaven sind, es sei denn, sie seien vollständig von fremden Hoheitsgewässern umgeben.

### Exklaven im weiteren Sinn
Viele allgemein gehaltene Definitionen beschränken sich darauf, als Grundlage für eine Exklave die geografische Trennung vom Hauptterritorium durch dazwischen liegendes fremdes Territorium zu nennen. Folglich ist Alaska eine Exklave, da es durch kanadisches Gebiet vom Hauptgebiet der Vereinigten Staaten getrennt ist. Ebenso werden Ceuta und Melilla als Exklaven angesehen, da sie vom spanischen Festland direkt nur über den See- oder Luftweg erreichbar sind. Obwohl dieses trennende Faktum auch auf Inseln wie Hawaii zutrifft, werden Inseln nicht als Exklaven betrachtet. Der Sprachgebrauch ist im Übrigen oft uneinheitlich.
Der Begriff der Exklave kann auch auf andere Gebiete als Nationalstaaten angewandt werden. So ist Bremerhaven eine Exklave des Landes Bremen und Helgoland eine Exklave des Kreises Pinneberg. (Wegen der direkten Wasserverbindung ist die Insel Helgoland aber keine Exklave Schleswig-Holsteins bzw. Deutschlands.)

### Exklaven und Enklaven

D: Exklave, die keine Enklave ist

Eine Enklave ist ein fremdes Gebiet oder ein Teil eines fremden Gebietes, der von einem anderen Gebiet vollständig umgeben ist.
Viele Exklaven sind, aus der Sicht des sie umgebenden Gebietes, zugleich Enklaven und umgekehrt. So ist die Gemeinde Büsingen eine Exklave Deutschlands, die vollständig von der Schweiz umgeben ist. Aus der Sicht der Schweiz ist Büsingen eine Enklave, ein von der Schweiz eingeschlossener Teil eines anderen Staates. Dagegen ist das Kaliningrader Gebiet eine russische Exklave, aber keine Enklave, da es nicht von einem einzigen anderen Staat vollständig eingeschlossen ist. Umgekehrt ist die Republik San Marino eine Enklave innerhalb Italiens, aber keine Exklave, da sie aus einem einzigen geschlossenen Staatsgebiet besteht und damit kein abgetrennter Teil eines weiteren Mutterlandes ist.

Grenzverlauf in den Gemeinden Baarle-Nassau und Baarle-Hertog

Ein weltweit einmaliges Kuriosum stellt der Grenzverlauf der Gemeinden Baarle-Nassau (Niederlande) und Baarle-Hertog (Belgien) dar. Völkerrechtlich gesehen bildet zunächst die Gemeinde Baarle-Hertog eine belgische Enklave im geschlossenen Staatsgebiet der Niederlande, die durchgehende Grenze der beiden Mutterländer liegt etwa zwei Kilometer vom südöstlichen Stadtrand entfernt. Durch einen Eigentumsstreit zwischen den Herzögen von Brabant (daher der Zusatz Hertog) und den Grafen zu Nassau gab es die grundstücksweise Einteilung der Stadt und die jeweils unterschiedliche Benennung zwar bereits seit dem 12. Jahrhundert, aber die Bevölkerung störte das wenig, wohnte man doch zusammen in einem Königreich. Erst im Zuge des Loslösens der brabantischen Flamen und der damit verbundenen Gründung des Königreichs Belgien 1830 wurde fortan aus der unterschiedlichen Zugehörigkeit von Grundbesitz die Zuordnung seiner jeweiligen Staatsangehörigkeit; denn die Brabanter (Hertog) wurden Belgier, die Nassauer blieben Niederländer. Es folgte eine Grenzziehung um Äcker, Viehwiesen und Häuser herum; die Gemeinden blieben räumlich untrennbar. So besteht das vom niederländischen Baarle-Nassau umschlossene und mit ihm verflochtene belgische Baarle-Hertog aus insgesamt knapp acht Quadratkilometer Fläche, die sich auf 22 voneinander getrennten Landstückchen verteilt, und darin liegen wiederum sieben niederländische Exklaven, einige nur grundstücksgroß. Auf den Straßen und Bürgersteigen sind die verwirrenden Grenzverläufe mit Grenzsteinen markiert, meistens aber durch Pflasterung mit auffallenden Kacheln, dazu regelmäßig noch mit „NL“ und „B“ beschriftet – bisweilen ist man nur für wenige Meter in dem jeweils anderen Staat, manchmal geht oder fährt man nur über einen Gebietszipfel. Auf Hauswände aufgemalte Grenzlinien zeigen, dass die Grenze auch durch Häuser verläuft, so auch durch mehrere Restaurants, wo die Grenzlinie auf dem Fußboden kenntlich gemacht ist. Der Exklave-Enklave-Wirrwarr mit seinen teilweise absurden Grenzziehungen ist mittlerweile eine vielbeachtete und auch vielbesuchte touristische Attraktion geworden.

### Hauptterritorium
Für das Hauptterritorium, zu dem eine Exklave gehört, sind verschiedene weitere, teilweise synonyme Begriffe in Gebrauch: Exklavestaat, Kernland, Hauptland, Mutterland, Heimatland und Inland. Für das umschließende fremde Gebiet hingegen sind synonym: Nachbarstaat und Ausland.

## Entstehung von Exklaven
Exklaven können aus verschiedenen Gründen entstehen. Mit wenigen Ausnahmen sind Exklaven historisch bedingte Relikte alter feudaler Herrschafts- und Eigentumsrechte. Das Phänomen kann daher nicht unabhängig von der Entstehung der politischen Grenzen betrachtet werden.

### Kauf, Schenkung, Heirat oder Erbgang
Im mittelalterlichen Europa gab es anfänglich keine scharfen politischen Grenzen. Sie verliefen gewöhnlich entlang natürlicher Hindernisse wie Flüssen und Bergkämmen oder durch unwegsame Wälder. Benachbarte Landstriche konnten kleinräumig verschiedenen Eigentümern gehören und großräumig verschiedenen Lehnsherren unterstellt sein. Diese versuchten zwar gewöhnlich, ein geografisch geschlossenes Gebiet zu bilden. Durch Käufe, Schenkungen, Heiraten oder Erbgänge bildeten sich jedoch Gebiete ohne direkten geografischen oder wirtschaftlichen Zusammenhang. Erst bei der Herausbildung der Territorialstaaten im Hoch- und Spätmittelalter sowie durch die Zunahme der Bevölkerung wurden Territorien genauer durch Grenzen geschieden. So konnte im Verlauf der Geschichte aus einer unproblematischen Abgrenzung des Dorfbesitzes eine bewachte Staatsgrenze werden.
Aus diesen Gründen gab es tausende Exklaven jeder denkbaren Größe. Wenn auch viele Exklaven im Lauf der Geschichte aufgehoben wurden, sind heutige politische Grenzen in Europa dennoch kleinräumig und kompliziert.

### Eroberung
Grundsätzlich konnte auch die kriegerische Inbesitznahme zu Exklaven führen. Allerdings waren solche Territorien meist nur kurzlebig, da sie entweder mangels Verbindung zum Hauptterritorium des Eroberers kaum verteidigt werden konnten und demzufolge wieder an den umgebenden Staat verloren gingen oder starke Eroberer ihre Grenzen unter Einbeziehung von Exklaven arrondieren und dabei ihr Territorium vergrößern konnten – dabei ging der Status als Exklave verloren, weil eine Anbindung an das Mutterland geschaffen wurde.
Die meisten europäischen Eroberungen auf anderen Kontinenten werden gemeinhin nicht als Exklaven betrachtet, da sie entweder über internationale Gewässer zugänglich sind oder nicht als gleichwertiger Bestandteil des europäischen Kolonisators gelten. Da die heutigen Grenzen afrikanischer und südamerikanischer Staaten teilweise ohne Berücksichtigung der traditionellen Stammesgebiete mit dem Lineal gezogen wurden, sind dort Exklaven nur selten entstanden.

### Wirtschaftliche Überlegungen
Gerade im Alpenraum war es für Gemeinden wichtig, sich wegen der Sömmerung des Viehs Anteile an verschiedenen Höhenstufen zu sichern. Einige Schweizer Gemeinden wie zum Beispiel Fläsch besitzen daher ein Gebiet im Talboden und ein Gebiet, das mehrere hundert Meter höher die Alpweiden bestreicht. Manche Gebiete standen auch im gemeinsamen Besitz von zwei und mehr Gemeinden, siehe dazu Kommunanz.

## Statistik

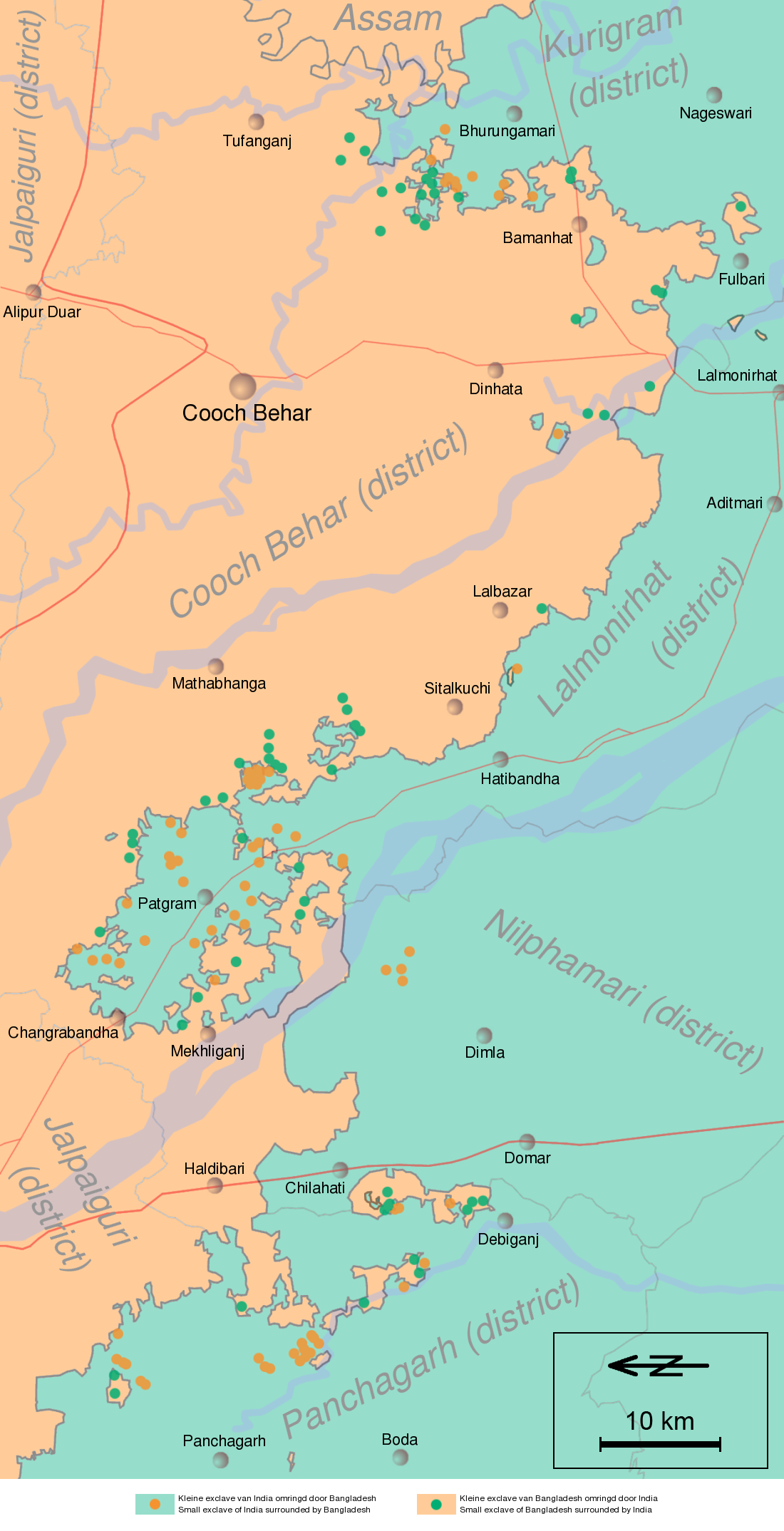
Indisch-bangladeschische Enklaven

Gegenwärtig existieren zwischen Nationalstaaten weltweit, abhängig von der gewählten Definition, ungefähr 60 Exklaven. Etwa die Hälfte davon entfallen auf die Ortschaft Baarle, die aus der belgischen Gemeinde Baarle-Hertog mit 22 Exklaven und der niederländischen Gemeinde Baarle-Nassau mit acht Exklaven (von denen sieben wiederum innerhalb belgischer Enklaven liegen) besteht.
Zu Beginn des 20. Jahrhunderts war die Anzahl solcher Exklaven in Mitteleuropa noch wesentlich größer; so besaßen die acht thüringischen Staaten bis zum Ende des Ersten Weltkriegs noch rund 80 Exklaven.
Bis 2015 gab es allein 198 Exklaven bei der indisch-bangladeschischen Grenze in der Nähe der Stadt Koch Bihar. Davon befanden sich 24 Exklaven ihrerseits innerhalb von Enklaven des anderen Landes. Eine Exklave dritter Ordnung war ein indisches Jute-Feld innerhalb einer Enklave von Bangladesch, die sich innerhalb einer indischen Exklave in Bangladesch befand („Unterunterenklave“).
Auf untergeordneten politischen Stufen ist die Anzahl kaum abschätzbar (alleine in der Schweiz gibt es auf kantonaler Ebene über 20 Exklaven).
Die größte Exklave ist, wenn der Seeweg unbeachtet bleibt, Alaska.

## Exklaven als politisches Problem
Exklaven sind außergewöhnlich oft Gegenstand sowohl innen- als auch außenpolitischer Spannungen. Diese lassen sich grob in folgende Gruppen einteilen, wobei bei vielen Konflikten mehrere Faktoren eine Rolle spielen.

### Kriminalität
Da nebst den Einwohnern auch Polizei, Militär oder Zollbeamten der Zugang zu den Exklaven durch den umgebenden Staat verwehrt werden kann (da sie ja dazu ausländisches Gebiet durchqueren müssen), versuchen sich Kriminelle jeglicher Herkunft gerne innerhalb der Exklaven einzunisten, um von dort aus ungehindert ihren Machenschaften nachzugehen. Diebstähle, Raub, Erpressung, Korruption lokaler Beamter oder Morde können wegen fehlender Aufsicht durch die Oberbehörden nicht untersucht werden und bleiben ungesühnt. Dieses Problem besteht besonders bei den Exklaven Indiens und Bangladeschs.
Aus ähnlichen Gründen kann leichter geschmuggelt werden. Zum Beispiel waren Baarle-Hertog und Baarle-Nassau lange als eigentliche Schmuggelparadiese bekannt. Wegen des Grenzverlaufs, der selbst vor der Teilung von Häusern nicht Halt machte, war das Schmuggeln von legal in das eine Dorf eingeführten und danach legal aus dem anderen Dorf ausgeführten Waren recht einfach. Mit dem Benelux-Vertrag von 1958 und der europäischen Einigung besteht das Problem in Baarle nicht mehr.

### Versorgung
Es besteht das Risiko, dass der Staat, zu dem die Exklave gehört, und der umgebende Staat sich nicht auf die Bedingungen der Versorgung einigen können (Personen- und Warentransport, Elektrizität, Wasserversorgung, Kommunikation usw.). Absprachen zwischen benachbarten Stellen, zum Beispiel beim Zoll, laufen dann nicht auf kollegialer oder informeller Basis, sondern über die Innen- oder Außenministerien der beteiligten Staaten. Merkliche Einschränkungen des täglichen Lebens können die Folge sein. Aktuell gibt es Probleme bei der Versorgung des Kaliningrader Gebietes, das von der Europäischen Union umschlossen ist. Geschichtliche Beispiele sind die Versorgung Ostpreußens zwischen den beiden Weltkriegen und die von West-Berlin während der Blockade 1948/49.

### Abschottung
Eine vom umgebenden Staat abgeschottete Grenze kann dazu führen, dass weder Volkszählungen (als Basis für die Berechnung der Parlamentsmandate) durchgeführt noch das aktive oder passive Wahlrecht ausgeübt werden kann. Daher sind Exklaven oft mangelhaft in Parlamenten vertreten und haben zudem schon wegen der anteilsmäßig geringen Bevölkerung wenig Gewicht in der öffentlichen Meinung ihres Mutterlandes. Die Bewohner der Exklave sind daher faktisch ausgeschlossen oder fühlen sich vom Mutterland vernachlässigt, was Separationsbestrebungen Auftrieb geben kann. Ein Beispiel ist Cabinda.

### Herstellung einer territorialen Verbindung
Das Mutterland kann – durch Diplomatie oder durch Krieg – eine territoriale Verbindung zur Exklave herzustellen versuchen. Bekannt sind aus historischer Zeit die sogenannten Reunionen an der französischen Ostgrenze, bei denen nach dem Dreißigjährigen Krieg die zahlreichen Exklaven in Lothringen arrondiert wurden und innerhalb weniger Jahrzehnte eine zusammenhängende und verteidigungsfähige Grenze entstand. Seit Jahren versucht Armenien, eine Verbindung zum beanspruchten Gebiet Bergkarabach herzustellen, das jedoch keine echte Exklave ist.

### Auslöschung der Exklave
Der Staat, der die Exklave umgibt, kann bestrebt sein, sie in sein Territorium einzuverleiben. Dies kann durch Gebietsaustausch oder auch durch Krieg oder überfallartige Besetzung (Beispiel Cabinda 1975) erfolgen. Exklaven sind meist militärisch kaum vor Angriffen des umgebenden Staates geschützt.

## Unechte Exklaven

### Inseln
Inseln, die eine Verbindung über Hoheitsgewässer oder offenes Meer zum Hauptgebiet des Staates aufweisen (zum Beispiel die Azoren), werden im Allgemeinen nicht als Exklaven bezeichnet. Auch Gebiete, die nur einen Teil der Insel einnehmen (zum Beispiel Nordirland) sind nicht Exklaven, sofern sie nicht auf der Insel selbst von fremdem Staatsgebiet umschlossen sind.

### Abhängige Gebiete
Gebiete, die politisch nicht einen gleichwertigen Status wie das Hauptterritorium besitzen, gelten im Allgemeinen nicht als Exklaven. In diese Kategorie fallen namentlich Kolonien, Überseeterritorien wie diejenigen Frankreichs, autonome Gebiete, besetzte Gebiete und Pachtgebiete. Zum Beispiel wurde das Pachtgebiet Hongkong vor der Rückgabe an China nicht als britische Exklave angesehen. Der Umfang der kolonialen Eroberungen des 19. Jahrhunderts gebot es übrigens faktisch, den Begriff der Exklave zu vermeiden, waren doch zum Beispiel Algerien oder Deutsch-Ostafrika größer als ihre „Mutterländer“.
Einen Spezialfall eines abhängigen Gebietes bildete West-Berlin, das de facto eine Exklave der Bundesrepublik Deutschland war, de jure aber von den Alliierten besetzt und verwaltet wurde. Tatsächlich besaß aber Berlin (West) selbst einige Exklaven, darunter Steinstücken.

### Staaten mit einem einzigen Nachbarstaat
Einige Gebiete sind zwar von einem einzigen Nachbarstaat umgeben, sind aber souveräne Staaten. Sie sind also von keinem Territorium in irgendeiner Weise abgetrennt und werden deshalb nicht als Exklaven bezeichnet, obwohl sie Enklaven sind. Es gibt drei solche Gebiete, nämlich San Marino, Vatikanstadt (beide umgeben von Italien) und Lesotho (umgeben von Südafrika).
Ebenfalls nicht als Exklave gelten souveräne Gebiete, die nur an ein Nachbarland und an das Meer grenzen. Beispiele sind Gambia (grenzt nur an Senegal), Portugal (nur an Spanien), Monaco (nur an Frankreich) und Irland (nur an das kleinere Nordirland, welches zum Vereinigten Königreich gehört).

### Funktionale Exklaven
Manche Gebiete am Rande eines Staates können wegen unwegsamer Geländeformationen auf übliche Art und Weise nur über das Gebiet eines Nachbarstaates erreicht werden. Solche Territorien nennt man auch Quasi-Exklaven. Sie teilen viele Merkmale eines vom Staatsgebiet geografisch getrennten Gebietes, also einer echten Exklave. Ein bekanntes Beispiel hierfür ist das Kleinwalsertal in Vorarlberg, dessen Straßenverbindung ins übrige Österreich über die deutsche Gemeinde Oberstdorf führt.
In einer anderen Situation hängt die Exklave nur in einem Punkt, ähnlich einem Vierländereck, mit dem übrigen Staatsgebiet zusammen. Dies ist der Fall bei der Tiroler Gemeinde Jungholz, deren Grenzpunkt zum übrigen Österreich auf dem Berg Sorgschrofen liegt, während sie im Übrigen ganz von deutschem Staatsgebiet umschlossen ist.
Funktionale Exklaven sind zumeist Zollausschlussgebiete. Beispielsweise war einst das Dorf Samnaun von der übrigen Schweiz aus nur über eine Straße auf österreichischem Staatsgebiet zu erreichen. 1892 wurde es daher vom Schweizer Zollgebiet ausgeschlossen. Seinen Status als Zollausschlussgebiet behielt der Ort aber auch nach 1912, als eine neue Straßenverbindung ausschließlich über Schweizer Staatsgebiet führte (die allerdings im Winter aufgrund von Schneefall teilweise unpassierbar ist).

### Grundbesitz
Staaten und andere Gebietskörperschaften können zivilrechtlich Eigentümer oder Besitzer von Grundstücken sein, die außerhalb ihres Territoriums liegen. Damit ist jedoch im Allgemeinen keine völkerrechtliche Souveränität oder öffentlich-rechtliche Verwaltungszuständigkeit verbunden. Man spricht daher bei Grundbesitz nicht von Exklaven. Beispiele sind einige Soldatenfriedhöfe in Frankreich im Besitz der USA und Kanadas, das Suworow-Denkmal in Göschenen im Besitz Russlands und die sogenannten Saalforsten im österreichischen Sankt Martin bei Lofer, die von den Bayerischen Staatsforsten mit einer eigenen Betriebseinheit bewirtschaftet werden.
Die Französische Republik ist Grundstückseigentümer der Französischen Gebiete auf St. Helena sowie der sogenannten Domaines nationaux français in Israel und dem Westjordanland bzw. in Ostjerusalem; hierbei handelt sich um vier Gebäude in Jerusalem:
- die Paternosterkirche
- das Benediktinerkloster von Abu Gosch
- das Grab der Helene von Adiabene
- die St.-Anna-Kirche